# ジェレミー・エバンス
ジェレミー・エバンス（Jeremy Evans、1987年10月24日 - ）は、アメリカ合衆国アーカンソー州出身のバスケットボール選手。身長206cm、体重91kg。ポジションはパワーフォワード/センター。

## 経歴

### カレッジ
2006年に故郷のクロセット・ハイスクールを卒業後、 西ケンタッキー大学でプレーし、通算224ブロックの大学歴代記録を作った。

### NBA・プロ

#### ユタ・ジャズ
NBAドラフト、2巡目55位でユタ・ジャズに指名され契約を結んだ。2011年3月4日、Dリーグのユタ・フラッシュにアサインされたが、6日に、呼び戻された。
2012年2月22日、2012年NBAオールスターで、故障したニューヨーク・ニックスのイマン・シャンパートに代わってNBAスラムダンクコンテストに出場することが決まり、チームメイトのゴードン・ヘイワード越しの2ボール同時のダンクを見せ、優勝した。
2012年7月11日、ジャズと複数年契約を結んだ。
2013年2月16日、再びNBAスラムダンクコンテストに出場したが、テレンス・ロスに敗れた。

#### ダラス・マーベリックス
2015年7月31日ダラス・マーベリックスと2年契約を結んだ。2015-16シーズンの10月28日開幕フェニックス・サンズ戦で、マブスデビューを果たし7得点6リバウンドを記録した。

### ユーロリーグ（2018-22）
2018-2019シーズンはダルサファカでプレーし、ユーロリーグでは27試合に出場し、1試合平均25.4分の出場で9.7得点、5.9リバウンド、1.2ブロック、国内リーグのBSLでは26試合に出場し、1試合平均29.2分の出場で、11.8得点、7.0リバウンド、1.6アシスト、1.4ブロックという成績を残した。
2019-2020シーズンはBCヒムキでプレーし、ユーロリーグでは21試合に出場し、1試合平均19.8分の出場で、8.5得点、4.4リバウンド、VTBユナイテッドリーグでは14試合に出場し、1試合平均19.6分の出場で、12.1得点、6.2リバウンドという成績を残した。
2021年2月24日、ユーロリーグとレガ・バスケット・セリエAに所属するオリンピア・ミラノとの契約が発表された。ユーロリーグでは11試合に出場し、1試合平均10.分の出場で、2.8得点、3.1リバウンドという成績を残した。
2021年8月21日、ユーロリーグとギリシャ・バスケットボールリーグに所属するパナシナイコスBCとの契約が発表された。ユーロリーグでは32試合に出場し、1試合平均16.2分の出場で、5.5得点、3.0リバウンド、フリースロー成功率75.8パーセント、国内リーグでは18試合に出場し、1試合平均17.3分の出場で、7.5得点、4.4リバウンド、プレーオフでは10試合に出場し、1試合平均15.6分の出場で、5.6得点、4.0リバウンドという成績を残した。

### Bリーグ（2024）

#### 長崎ヴェルカ
2024年3月19日、長崎ヴェルカへの加入が発表された。
4月7日のレバンガ北海道戦で見せたアリウープバックダンクなど多くのプレーで活躍したが、5月26日で契約満了・退団となる。

### ECBL(2025)
2025年4月よりアメリカのマイナーリーグECBLのPrimeTime Playersでプレーしている。

## スタッツ

### B.League以前 レギュラーシーズン
| シーズン | チーム       | GP  | GS | MPG  | FG%  | 3P%  | FT%  | RPG | APG | SPG | BPG | PPG |
| -------- | ------------ | --- | -- | ---- | ---- | ---- | ---- | --- | --- | --- | --- | --- |
| 2010–11  | ユタ・ジャズ | 49  | 3  | 9.4  | .661 | .000 | .703 | 2.0 | .5  | .3  | .3  | 3.6 |
| 2011–12  | ユタ・ジャズ | 29  | 0  | 7.5  | .643 | .000 | .500 | 1.7 | .4  | .2  | .8  | 2.1 |
| 2012–13  | ユタ・ジャズ | 37  | 0  | 5.8  | .614 | .000 | .636 | 1.6 | .3  | .2  | .4  | 2.0 |
| 2013–14  | ユタ・ジャズ | 66  | 4  | 18.3 | .527 | .000 | .680 | 4.7 | .7  | .6  | 7   | 6.1 |
| 2014–15  | ユタ・ジャズ | 38  | 0  | 7.0  | .552 | .400 | .828 | 1.9 | .3  | .3  | .3  | 2.4 |
| Career   |              | 219 | 7  | 10.8 | .570 | .200 | .684 | 2.7 | .5  | .4  | .5  | 3.7 |

### B.League
| シーズン   | チーム       | GP | GS | MPG   | FG%  | 3P%  | FT%  | RPG | APG | SPG | BPG | TO  | PPG |
| ---------- | ------------ | -- | -- | ----- | ---- | ---- | ---- | --- | --- | --- | --- | --- | --- |
| B1 2023-24 | 長崎ヴェルカ | 17 | 8  | 22:05 | .653 | .588 | .714 | 5.4 | 1   | 1.1 | 1.2 | 0.8 | 8.7 |

## 脚註
1. ↑  Genessy, Jody (2010年10月3日). “Utah Jazz: Second-round pick Jeremy Evans stands out with athleticism and hoops IQ”. DeseretNews.com. 2013年11月23日閲覧。
2. 1 2  Jeremy Evans Player Profile – RealGM
3. ↑  Iman Shumpert out of dunk contest
4. ↑  “Mavericks sign forward Jeremy Evans”. mavs.com. (2015年7月31日) 2015年7月31日閲覧。
5. ↑  “8 Dallas players reach double figures, Mavs rout Suns 111-95”. NBA.com (2015年10月28日). 2015年10月28日閲覧。
6. ↑  “JEREMY EVANS GAME BY GAME 2018-2019 SEASON”.   Proballers. 2019年5月11日閲覧。
7. ↑  “Olimpia Milano announces Jeremy Evans”.   Eurohoops.net. 2021年2月24日閲覧。
8. ↑  “DOWN THE EUROLEAGUE REGULAR SEASON STRETCH, OLIMPIA WILL BE ABLE TO COUNT ON JEREMY EVANS”.   olimpiamilano.com. 2021年2月24日閲覧。
9. ↑  “JEREMY EVANS GAME BY GAME 2020-2021 SEASON”.   Proballers. 2021年5月30日閲覧。
10. ↑  “Panathinaikos adds Jeremy Evans”.   Eurohoops.net. 2021年8月21日閲覧。
11. ↑  “Panathinaikos officially signs Jeremy Evans”.   Sportando. 2021年8月21日閲覧。
12. ↑  “JEREMY EVANS GAME BY GAME”.   Proballers. 2022年6月17日閲覧。
13. ↑  『ジェレミーエヴァンス選手 契約基本合意（新規）のお知らせ』（プレスリリース）長崎ヴェルカ、2024年3月19日。
14. ↑  @B_LEAGUE (2024年4月7日). "NBAスラムダンクコンテストチャンピオン(2012)の実力..." X（旧Twitter）より2024年6月25日閲覧。
15. ↑  『ジェレミーエヴァンス 選手 B.LEAGUE自由交渉選手リスト公示のお知らせ』（プレスリリース）長崎ヴェルカ、2024年5月27日。
16. ↑  “Jeremy Evans”.   Player Profile. 2025年6月17日閲覧。